# Contea di Shawnee
La contea di Shawnee in inglese Shawnee County è una contea dello Stato del Kansas, negli Stati Uniti. La popolazione al censimento del 2000 era di 169 871 abitanti. Il capoluogo di contea è Topeka.